# Domokos Kosáry

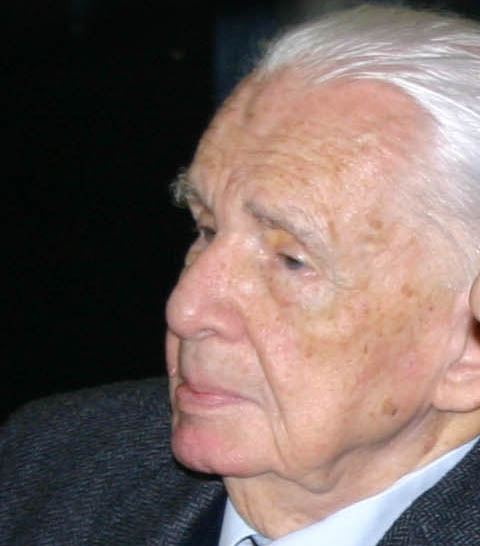
Domokos Kosáry, 2005

Domokos Kosáry [ˈdomokoʃ ˈkoʃaːri] (* 31. Juli 1913 in Selmecbánya, Königreich Ungarn; † 15. November 2007 in Budapest) war ein ungarischer Wissenschaftler, Historiker und Universitätsprofessor. Er war von 1990 bis 1996 Präsident der Ungarischen Akademie der Wissenschaften.

## Leben
Domokos Kosáry wurde als Gegner der Ausrichtung Ungarns hin zu Deutschland während der Zeit des Nationalsozialismus bekannt. Nach dem Ende des Zweiten Weltkrieges wurde er als zu „bürgerlich“ angesehen und von den neuen kommunistischen ungarischen Machthabern nicht beachtet. Beim ungarischen Volksaufstand im Oktober 1956 kämpfte er für seine freiheitlichen Ideen und Aktivitäten. Durch den Einmarsch der Roten Armee wurde der Aufstand niedergeschlagen. Kosáry wurde zu vier Jahren Gefängnis verurteilt und 1960 freigelassen.
Erst nach der politischen Wende 1989 konnte er wieder ins Rampenlicht treten und wurde 1990 einstimmig zum Präsidenten der freien Ungarischen Akademie der Wissenschaften gewählt; 1993 wurde er für eine zweite Amtszeit wiedergewählt. Kosáry galt als treibende Kraft bei der Entwicklung freier und demokratischer Gesetze für die Ungarische Akademie der Wissenschaften im Jahr 1994. 1991 wurde er zum korrespondierenden Mitglied der British Academy gewählt.
Seine Forschungsschwerpunkte waren die jüngere Geschichte Ungarns seit den 1930er Jahren. 2006 leitete er eine Kommission, die die Feierlichkeiten zum 50. Jahrestag des Aufstands von 1956 vorbereitete.
Er war Vorsitzender und später Ehrenpräsident des Ungarischen Rates der Europäischen Bewegung.

## Zitate
- Es war die erste erschütternde Zurechtweisung für die Sowjetunion, dass die besetzten Länder nicht alles mit sich machen lassen. Wir Ungarn waren notwendig, damit das Reich später zusammenbrach. Es wäre unvernünftig, von Westeuropa und den USA Rechenschaft zu verlangen, [warum sie sich passiv verhielten]. Es ist viel wichtiger, dass die welthistorische Bedeutung dieser Revolution international erkannt wurde. Eine Genugtuung ist vor allem, was 1956 gesiegt hat: Die Revolution wurde zwar niederschlagen, aber das gemeinsame europäische Interesse, die östliche Hälfte des Kontinents von der Sowjetunion zurückzugewinnen, konnte sich durchsetzen. – Domokos Kosáry über die Bedeutung des Aufstands von 1956[2]

## Nachweise
1. ↑  Deceased Fellows. British Academy, abgerufen am 20. Juni 2020.
2. 1 2  „Die Bedeutung des Aufstands von 1956“ (Seite nicht mehr abrufbar, festgestellt im April 2018. Suche in Webarchiven)  Info: Der Link wurde automatisch als defekt markiert. Bitte prüfe den Link gemäß Anleitung und entferne dann diesen Hinweis., 28. Februar 2006
3. ↑  „10. Jahrestagung des Deutsch-Ungarischen Forums“, 27./28. Oktober 2000

| Personendaten    | Personendaten          |
| ---------------- | ---------------------- |
| NAME             | Kosáry, Domokos        |
| KURZBESCHREIBUNG | ungarischer Historiker |
| GEBURTSDATUM     | 31. Juli 1913          |
| GEBURTSORT       | Banská Štiavnica       |
| STERBEDATUM      | 15. November 2007      |
| STERBEORT        | Budapest               |